# Мебельная кромка
Мебельная кромка — материал для облицовывания кромок щитовых деталей в виде полосы (ленты) из пропитанных бумаг, шпона, поливинилхлорида, АБС-пластика или другого материала. Выполняет защитно-декоративную функцию: облагораживая необлицованную кромку мебельных деталей, защищая её от механических повреждений и воздействия влаги, а также уменьшая выделение формальдегида из основы для мебельных деталей (для деталей из ДСП).

## Классификация
Мебельную кромку можно подразделять по различным признакам:
- по материалу изготовления: шпоновая кромка (натуральная древесина), древесная экструзия (древесные волокна с пластиком), металлическая кромка (алюминиевая, из нержавеющей стали и др.), кромка на основе бумаги, кромка на основе термопластов (ПВХ, АБС-пластик), «искусственный камень», пластик HPL и др.;
- по ширине: 11-110 мм;
- по толщине: меламиновая кромка — 0,1- 0,3 мм, ПВХ-кромка — 0,4 - 10 мм;
- по типу крепления: накладной, врезной;
- по фактуре поверхности: гладкая, шагрень «апельсиновая корка», тиснёная «под поры дерева» и др.
- по цвету и рисунку: однотонные различных цветов, «под дерево» различных текстур и цветов, «под камень», «фантазийные» и др. рисунков
- по блеску: матовая, полуматовая, полуглянцевая, глянцевая
- по структуре: однослойные гомогенные, многослойные, имитирующие слои древесины
- по прозрачности: непрозрачные, полупрозрачные с декоративной подложкой, прозрачные с декоративной подложкой
- по наличию клеевого слоя: с нанесённым клеевым слоем, без клеевого слоя

## Меламиновая кромка
Меламиновая кромка представляет собой ленту, сделанную из декорированной бумаги плотностью 120—130 г. на  м² (для сравнения обычная бумага — 80 г. на м²) и наклеенную на подложку из папирусной бумаги. В зависимости от количества слоев папирусной бумаги различают одно- или многослойную кромку. Защитные свойства кромке придают меламиновые смолы, чтобы предотвратить испарение которых, поверхность кромки покрывается лаком.
Толщина меламиновой кромки обычно не превышает 0,1 мм. С внутренней стороны она может быть обработана специальным клеем-расплавом, позволяющим сделать приклеивание более простым и дешевым, и при этом не снижая качество работы.
Меламиновая кромка очень проста в применении. Для её наклеивания необязательно использовать специальные станки. Поэтому кромку легко использовать в самостоятельных работах по облицовке мебели. Основным недостатком меламиновой кромки является тонкость материала, из-за чего становятся видны малейшие искажения на обрабатываемых кромкой торцах плит. Также она слабо защищает от механических повреждений. Поэтому кромка из меламина обычно применяется для отделки внутренних деталей мебели, не испытывающих сильные нагрузки и не используемых во влажной среде.

## Кромка на основе термопластов (ПВХ, АБС)
Поливинилхлорид (ПВХ) — наиболее известный термопласт, широко применяемый во многих отраслях современного производства (в частности в производстве окон) и в течение уже нескольких десятилетий незаменимый в мебельной промышленности.
Поэтому применение кромок на основе ПВХ придает мебельным элементам повышенную износостойкость, долговечность и хорошо защищает торцы изделий от сколов, проникновения влаги и механических повреждений и других вредных воздействий, возможных в процессе эксплуатации мебели. Благодаря своей пластичности при нанесении кромка плотно прилегает к плите мебельной детали и обеспечивает полное визуальное слияние поверхностей.
ПВХ-кромки отличается повышенной износостойкостью, и способны выдерживать любую агрессивную среду из бытовых веществ и химикатов. По сравнению с меламином, термопласты — более мягкий материал и не содержат абразивов, влияющих на срок службы фрез, применяемых в обработке кромки. Кромка устойчива к воспламенению и не распространяет огонь, а также не требует специальных условий хранения.
Акрилонитрил-бутадиен-стирол (АБС, ABS) — прочный, механически и термически выносливый, высококачественный термопласт с положительным экологическим балансом. Вот уже 20 лет этот не содержащий хлора пластик применяется в мебельной промышленности. Особые технологические свойства и выдающиеся качества обработки и утилизации ABS пластика способствуют его проникновению на рынок мелкосерийного производства мебели.
Ударопрочный материал кромки, сохраняющий свои свойства даже при очень низких (до −30 °C) и высоких (пластификация материала начинается при температуре 100 °C) температурах, не создает никаких трудностей при обработке. Устойчивость к воздействию высоких температур даёт возможность использовать более стойкие виды клеев и гарантирует надежное склеивание даже при использовании кромок толщиной более 3 мм.
В отличие от ПВХ-кромки тонкая кромка АБС не подплавляется при работе на ручных криволинейных станках и, следовательно, нет необходимости использовать специальные низкотемпературные клеи.

## Акриловая кромка
Акриловая кромка производится из прозрачного акрила (ПММА-полиметилметакрилат). Акриловые кромки применяют для изготовления фасадов и столешниц (письменных, компьютерных, кухонных, журнальных и др. столов), а также любых других элементов кухонной, офисной мебели и мебели для жилых комнат.
Акриловые кромки часто называют 3D-кромками. Это не случайно, так как применение подобных кромок позволяет добиться визуальной объемности изображения. Эффект визуальной объемности создаётся благодаря тому, что рисунок наносится с обратной стороны кромки и сверху закрыт прозрачным полимером. При срезе свесов и обработки кромки на стыках снимается только прозрачный пластик, таким образом рисунок остаётся неповреждённым и создаётся визуальный эффект однородной плиты. Помимо декоративной функции, акриловый слой защищает рисунок кромки от повреждений и, при надобности, легко полируется.